# Lü Bin (pugile)
Lü Bin (Yongkang, 18 ottobre 1994) è un pugile cinese.

## Palmarès
- Campionati asiatici

Amman 2013: bronzo nei pesi mosca leggeri.
- Mondiali giovanili

Erevan 2012: oro nei pesi mosca leggeri.